# Stefano Tempesti

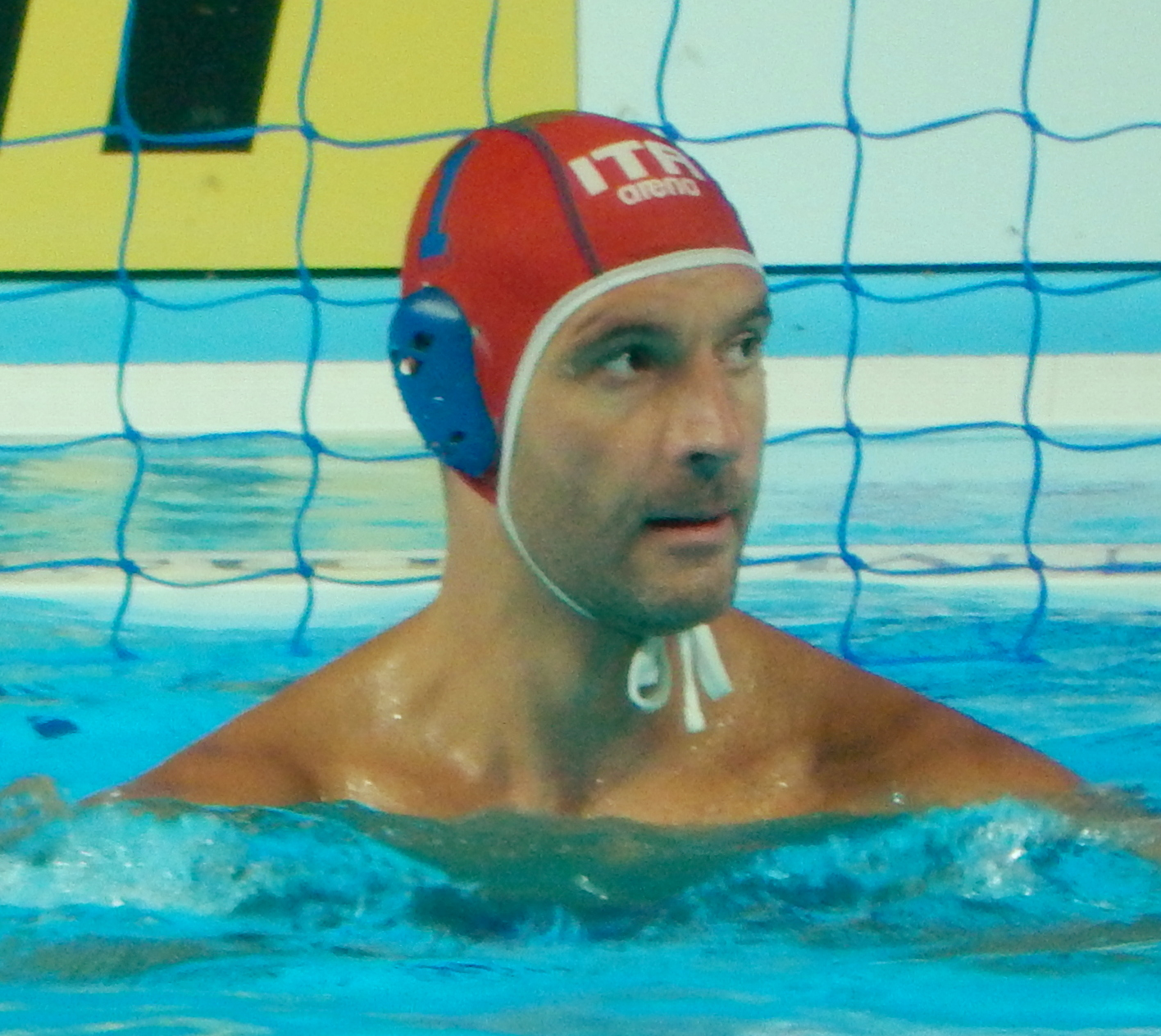
Stefano Tempesti (2015)

Stefano Tempesti (* 9. Juni 1979 in Prato) ist ein italienischer Wasserballspieler. Er war Olympiazweiter 2012 und Olympiadritter 2016. 2011 war er Weltmeister und 2003 Weltmeisterschaftszweiter. Zweiter war er auch bei der Europameisterschaft 2010, 2014 war er Europameisterschaftsdritter.

## Sportliche Karriere
Stefano Tempesti begann seine Karriere im Tor der italienischen Wasserball-Nationalmannschaft Ende der 1990er Jahre als Ersatztorwart hinter Francesco Attolico. Er wurde nach Attolicos Rücktritt 2001 Stammtorhüter. Sein Nachfolger als Nationaltorhüter war 2017 Marco Del Luongo.
Tempestis erster internationaler Erfolg war die Silbermedaille bei der Sommer-Universiade 1999. 2000 nahm Tempesti an den Olympischen Spielen in Sydney teil und belegte mit der italienischen Mannschaft den fünften Platz, wobei er erst in den Platzierungsspielen zum Einsatz kam. Im Jahr darauf erreichte er mit der italienischen Mannschaft hinter den Spaniern den zweiten Platz bei den Mittelmeerspielen 2001 in Tunis. Im Juni 2003 belegte die italienische Mannschaft den neunten Platz bei der Europameisterschaft in Slowenien. Im Monat darauf wurde in Barcelona die Weltmeisterschaft 2003 ausgetragen. Hier erreichten die Italiener das Finale mit einem Viertelfinalerfolg über Australien und einem Halbfinalsieg über Serbien-Montenegro. Im Finale unterlagen die Italiener den Ungarn mit 9:11. 2004 bei den Olympischen Spielen in Athen belegten die Italiener den achten Platz.
Bei den Mittelmeerspielen 2005 gewannen erneut die Spanier vor den Italienern. Ansonsten blieben die Italiener in den nächsten Jahren ohne Medaille bei internationalen Turnieren, so belegten sie bei der Weltmeisterschaft 2007 den fünften Platz. 2008 wurden die Italiener Neunte bei den Olympischen Spielen in Peking.
2009 gewann Tempesti mit der italienischen Mannschaft die Bronzemedaille bei den Mittelmeerspielen in Pescara. Im gleichen Jahr belegten die Italiener nur den elften Platz bei der Weltmeisterschaft in Rom. 2010 bei der Europameisterschaft in Zagreb erreichten die Italiener in ihrer Vorrundengruppe den zweiten Platz hinter den Kroaten. Die beiden Mannschaften trafen im Finale wieder aufeinander und die Kroaten gewannen mit 7:3. 2011 fand die Weltmeisterschaft in Schanghai statt. Die Italiener gewannen ihre Vorrundengruppe. Nach einem Viertelfinalsieg über die Spanier bezwangen sie im Halbfinale die Kroaten. Im Finale siegten die Italiener mit 8:7 über die serbische Mannschaft. Im Jahr darauf belegten die Italiener in ihrer Vorrundengruppe bei den Olympischen Spielen 2012 in London den zweiten Platz hinter den Kroaten. Im Viertelfinale schlugen sie die Ungarn und im Halbfinale die Serben. Im Finale trafen sie wieder auf die Kroaten und unterlagen mit 6:8.
Bei der Weltmeisterschaft 2013 in Barcelona siegten die Italiener im Viertelfinale mit 4:3 über die spanischen Gastgeber. Nach Niederlagen im Halbfinale gegen Montenegro und im Spiel um Bronze gegen Kroatien belegten die Italiener den vierten Platz. 2014 bei der Europameisterschaft in Budapest gewannen die Italiener die Bronzemedaille hinter den Serben und den Ungarn. 2015 folgte der vierte Platz bei der Weltmeisterschaft in Kasan, im Spiel um den dritten Platz unterlagen die Italiener im Penaltyschießen gegen die griechische Mannschaft. Tempestis letztes großes Turnier waren die Olympischen Spiele 2016 in Rio de Janeiro. In der Vorrunde belegten die Italiener den dritten Platz hinter Spanien und Kroatien. Nach einem Viertelfinalsieg gegen Griechenland unterlagen die Italiener den Serben im Halbfinale mit 8:10. Im Spiel um den dritten Platz besiegten die Italiener die Mannschaft Montenegros mit 12:10.
Der 2,05 m große Stefano Tempesti begann in Prato und spielte dann in Florenz. Ab 2003 war er der Torwart von Pro Recco. Mit diesem Verein gewann er über zehn italienische Meistertitel und fünfmal die Champions League.